# Cryptus madecassus
Cryptus madecassus är en stekelart som beskrevs av André Seyrig 1952. Cryptus madecassus ingår i släktet Cryptus och familjen brokparasitsteklar. Inga underarter finns listade i Catalogue of Life.